# Auto-Ell
Auto-Ell is een historisch Duits merk van motorfietsen.
De bedrijfsnaam was: Motorradbau Max Ell in Stuttgart.
Max Ell had in het begin van de jaren twintig een motorhandel en -werkplaats in Stuttgart. Hij verkocht en repareerde motorfietsen van verschillende merken, maar vanaf 1924 ging hij ook racemotoren met de betrouwbare 142cc-Grade-blokken maken. Hij was er zelf tamelijk succesvol mee en ging de machines in een kleine serie, wellicht op verzoek van klanten, produceren. In 1926 stopte die motorfietsproductie weer en ging Auto-Ell zich toeleggen op de productie van automobielen.